# Arnold von Harff

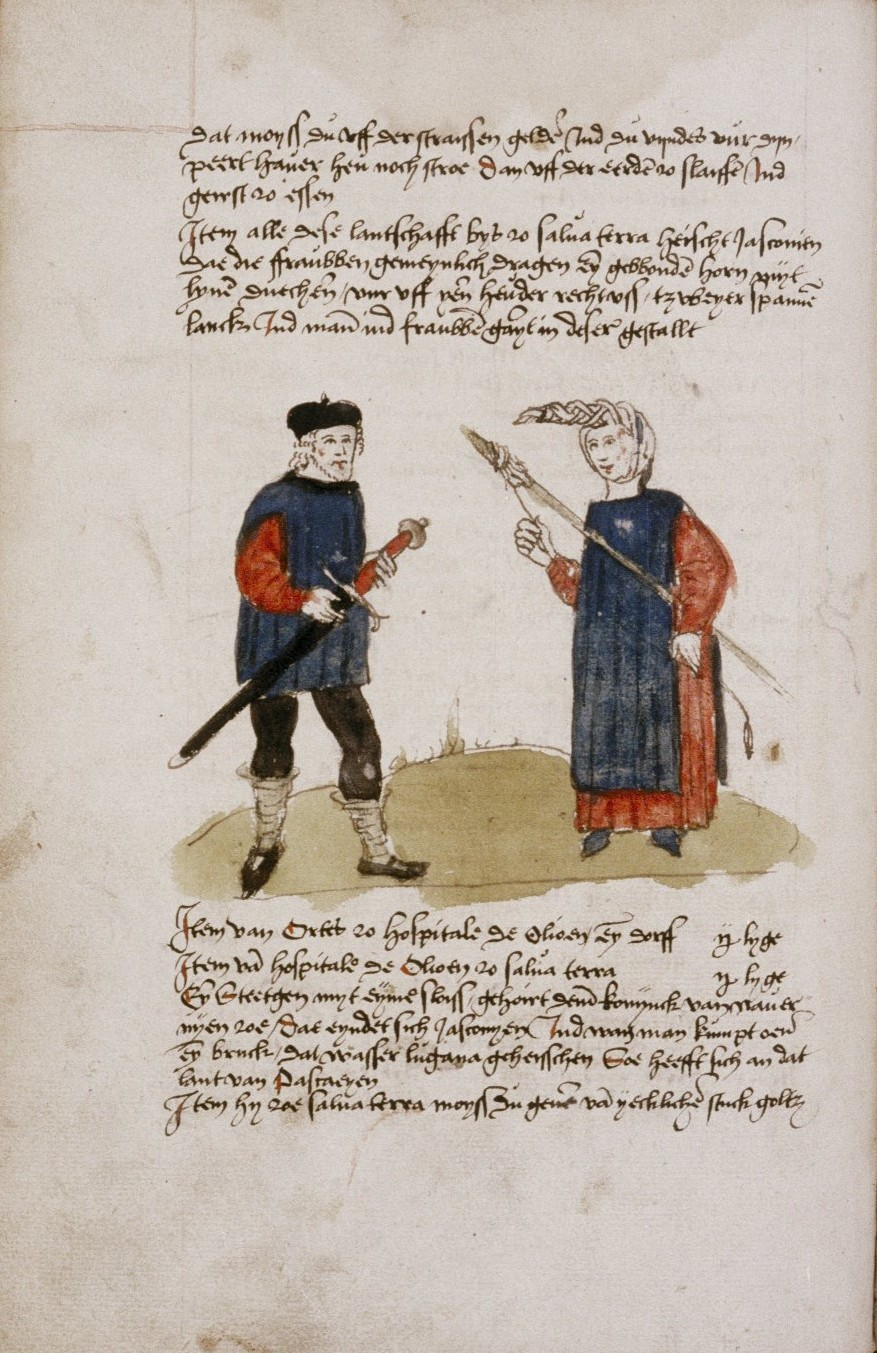
Arnold von Harff utazásai: 1496-1499

Arnold von Harff (Harff-kastély, Bedburg mellett, Jülichi Hercegség, 1471 – ?, 1505. január) német (alsó-rajnai) lovag, utazó. 1496–1499 között Dél-Európában, Egyiptomban, Palesztinában és az Oszmán Birodalomban tett utazásai során készült úti jegyzete a 15. századi művelődéstörténet nagy becsben tartott forrásműve.

## Élete
Rövid életéről keveset tudni. Az Erft folyó menti Harff-kastélyban született nemesi családban, s kölni tanulmányait követően, huszonöt évesen, 1496. november 7-én Kölnből indult útnak szentföldi zarándokútjára. Rövid római tartózkodást követően 1497 februárjában kihajózott Velencéből, s meglátogatta Alexandriát, Kairót, a Sínai-félszigetet, Gázát, Hebront, Betlehemet, Jeruzsálemet, Damaszkuszt, Aleppót, Antiokhiát (ma Antakya), Bursát, Konstantinápolyt, s a Balkán-félszigeten, Magyarországon, Itálián, Galícián (Santiago de Compostela), Franciaországon és Németalföldön keresztül 1499. október 10-én tért vissza a Jülichi Hercegségbe, Heinsbergbe. 1504-ben feleségül vette Margarethe von dem Bongartot, egy évvel később meghalt.

## Életműve
Von Harff útja során végig feljegyezte, amit tapasztalt, s így kéziratában az általa bejárt területek gazdasági, kulturális, nyelvi, vallási, művészeti és néprajzi állapotáról hagyott hátra páratlan értékű forrást. Külön említést érdemelnek glosszáriumai: ugyanazokat a hétköznapi tárgyakat jelölő szavakat, számokat és kifejezéseket valamennyi elébe került nyelven feljegyezte (pl. albánul, magyarul, baszkul, bretonul. Kéziratának szerkesztett és rövidített változata nyomtatásban csak 1860-ban jelent meg. A jegyzetek folytonossága helyenként megszakadni látszik, ezért egyes középkorkutatók azt feltételezik, hogy Harff lovag eljutott a tiltott városba, Mekkába, a Nílus forrásvidékére, sőt, esetleg Madagaszkárra is, csupán a kézirat vonatkozó részei még lappanganak valahol. Ezeket a feltételezéseket mindmáig nem sikerült bizonyítani.

## További irodalom
- Die Pilgerahrt des Ritters Arnold von Harff von Cöln durch Italien, Syrien, Aegypten, Arabien, Aethiopien, Nubien, Palästina, die Türkei, Frankreich und Spanien, wie er sie in den Jahren 1496 bis 1499 vollendet… Cöln, Heberle, 1860 (Letölthető a https://books.google.com/ honlapról.)